# AVE pel litoral

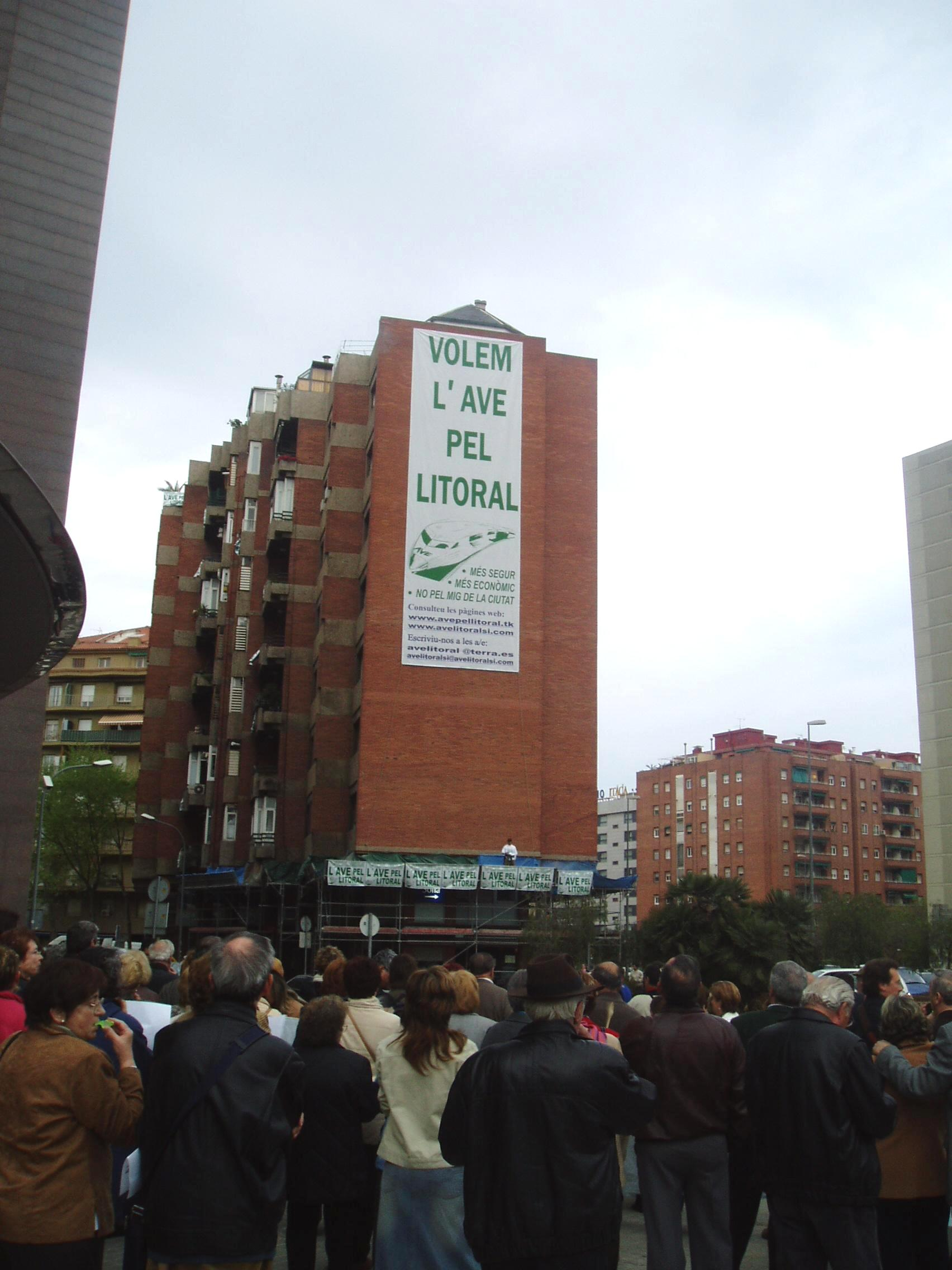
Cartel gigante en contra del trazado del AVE por el centro de la ciudad de Barcelona, delante de la estación de Sants.

La plataforma AVE pel litoral (en castellano AVE por el litoral) fue creada en febrero de 2005, después del hundimiento del Carmel en Barcelona para pedir que el túnel del AVE no pasara por el centro de la ciudad de Barcelona, y ofrecía como alternativa el paso por el litoral, tal y como el PSC lo planteó al inicio del proyecto. Las razones de esta demanda se basaban en el posible riesgo de hundimiento de las casas que existía según diversos expertos.
A raíz de la polémica se creó un debate ciudadano y político sobre del trazado por el centro de la ciudad y el peligro que consideraban que suponía el paso por junto a los cimientos de la Sagrada Familia, llegando hasta a la prensa internacional. El año 2007 se creó una nueva asociación, Col·lectiu per un bon traçat del TGV, centrado en el riesgo que sonsideraban que el túnel pasara junto a la Sagrada Familia.
AVE pel litoral participó en debates televisivos y radiofónicos, organizó un debate en el Ateneo de Barcelona y realizó una charla en la Universidad Pompeu Fabra.
Finalmente, pese a la oposición de la plataforma, el túnel fue inaugurado y puesto en servicio el 8 de enero de 2013, sin incidentes hasta la actualidad.